# أوستن ساندستروم
أوستن ساندستروم هو عداء سريع سويدي، ولد في 3 أكتوبر 1910، وتوفي في 10 مارس 1994.

## وصلات خارجية
- أوستن ساندستروم على موقع أوليمبيديا (الإنجليزية)
- أوستن ساندستروم على موقع اللجنة الأولمبية السويدية (السويدية)